# 联合国卢旺达援助团
联合国卢旺达援助团（英語：United Nations Assistance Mission for Rwanda，缩写：UNAMIR），简称联卢援助团，根据联合国安理会第872号决议于1993年10月5日成立，任务期自1993年10月持续至1996年3月。联卢援助团未能在1994年阻止卢旺达种族灭绝，安理会在种族灭绝期间通过第912号决议将联卢援助团从2539人缩编至270人，而实际在卢旺达留下了约450人的轻装步兵部队。1999年联合国经过独立调查后承认任务失败。

## 背景
卢旺达共和国政府和卢旺达爱国阵线历经多年谈判，于1993年8月4日达成《阿鲁沙协议》，协议规定在大选前的22个月过渡期内，由联合国组建一支中立国际部队来监督协议的执行，此外当时的非洲统一组织中立监督小组也可并入联合国的部队。该协议的时间表规定中立国际部队在一个月内完成部署，然而联合国方官员在协议签署前已表示如此紧迫的时间表是不现实的。
为了跟进《阿鲁沙协议》，联合国于1993年8月19日至31日派出72人的侦察组前往卢旺达，侦察组由加拿大军官、乌卢观察团首席军事观察员罗密欧·达莱尔率领。9月24日，根据侦察组的报告，联合国秘书长于S/26488报告中提议组建一支2548人的维和部队。维和任务分为5个区，分别为：基加利、非军事区、政府军区、爱国阵线区、联卢观察团区。前2个区各配一个步兵营的兵力和军事观察员，后3个区仅配军事观察员。

## 成立和前期行动
1993年10月5日，联合国安理会通过第872号决议，组建联卢援助团。该协议削减了秘书长报告中的授权，例如将原来“协助回收和核查武器”的措辞改成了“协助基加利市的安全”。决议通过时，正值摩加迪沙之戰结束，在索马里维和中受挫的美国明确表示不会向卢旺达派兵。
罗密欧·达莱尔被任命为部队指挥官，率领21人的先遣队于10月22日抵达基加利。11月23日，达莱尔向联合国总部请示交战规则，要求在面对“出于种族或政治动机的犯罪行为”时准许动用武力，联合国方面未作回应。12月27日，联卢援助团进行第一阶段部署，由来自19个国家的1260名军事人员组成，主要来自孟加拉国（564人）和比利时（424人）。
1994年1月5日，朱韦纳尔·哈比亚利马纳根据《阿鲁沙协议》上任卢旺达总统，但关于过渡政府和国民议会仍分歧不断，新政府组建陷入停顿。1月11日，达莱尔向联合国秘书处通告当地线人情报。该线人是联攻派民兵的高级教官让-皮埃，他透露联攻派在政府军营地训练了1700人，联攻派在基加利有至少四个军火库，他自己还被要求登记基加利的所有图西族人，他怀疑这是在为“种族灭绝”作准备。达莱尔向联合国请示在36小时内采取行动，同时突击4个军火库，联合国以超出任务授权为由驳回。2月，卢旺达安全局势进一步恶化，更多的情报显示民兵正在私藏武器。2月14日，比利时外交部长威利·克拉斯致函秘书长，要求扩大任务授权，但未引起注意。2月15日，达莱尔再次提议对私藏武器进行威慑行动，联合国秘书处再次以超越授权为由予以驳回。2月27日，达莱尔把非军事区的两个加纳连调到基加利。3月22日，联卢援助团的规模增加到24个国家2539人，主要来自孟加拉国（942人）、加纳（843人）和比利时（440人）。
1994年4月5日，安理会通过第909号决议，将联卢援助团的任务期限延长到同年7月29日。

## 卢旺达种族灭绝期间行动
1994年4月6日晚8时30分，载有卢旺达总统朱韦纳尔·哈比亚利马纳和布隆迪总统西普里安·恩塔里亚米拉的飞机即将降落卢旺达首都基加利时被地对空导弹击落，全机无人生还。蓄谋已久的屠杀旋即爆发。当晚21时30分，联卢援助团进入红色警戒状态。7日凌晨，联卢援助团派往坠机现场的小队被总统卫队拦下并解除武装。与此同时多位部长和政界人士打电话要联卢援助团提供保护。10名比利时士兵和5名加纳士兵被派往总理官邸，试图带总理阿加特·乌维林吉伊马纳前往电台发表全国讲话。早上7时左右，15名联合国士兵在总理官邸被卢旺达士兵包围。乌维林吉伊马纳和家人前往联合国志愿者设施中避难。9时20分，达莱尔打电话给联合国秘书处的伊克巴尔·里扎确认交战规则，里扎要求联卢援助团在遭开火前不得先开火。10时，卢旺达士兵闯入设施搜查，找到并杀害了总理。总理官邸的15名士兵被解除武装，带到基加利军营中，其中10名比利时士兵遭酷刑后杀害。同日上午，联卢援助团亦未能保护住其他官员免遭杀害，守卫劳工和社会事务部长兰多恩达辛瓦的加纳士兵消失不见，守卫社会民主党领袖菲利西安·恩甘戈（Félicien Ngango）的数名比利时士兵被劝离现场，而宪法法院院长约瑟夫·卡瓦鲁甘达多次请求增援却至死未到。
总统座机失事后，法国、比利时、美国和意大利派遣本国部队撤侨，但对卢旺达人不闻不问。4月9日，400名法国伞兵占领基加利机场并随即展开国民疏散行动。同时，比利时派出400名伞兵前往卢旺达，美国派出360名海军陆战队员进驻邻国布隆迪。
面对爆发的屠杀，卢旺达平民纷纷逃到联卢援助团保护的设施中避难，例如只有50名医护人员和勤务兵的联合国基加利野战医院收留了6000人，孟加拉国部队在其营房中收留了400人，联合国部队总部收留了150人，各处设施中都缺少食物和水。有两千人逃到由90名比利时联卢援助团士兵驻守的高等技术学院避难。4月11日，法军士兵（非联合国部队）来学院撤走了150名外籍人士，数小时后，比利时联卢援助团士兵也撤走。在这之后，高等技术学院里被放弃的手无寸铁的民众大多被杀。
比利时共计有10名维和士兵和10名平民被杀害，有卢旺达军人散播流言说是比利时人击落了总统的飞机，此外比利时还是卢旺达前殖民宗主国。4月12日，比利时单方面要求撤出其在联卢援助团中的部队，还游说其他各国要求联合国全面撤兵。比利时部队是联卢援助团中装备最精良、唯一受过北约标准训练的分队。同时，联卢援助团指挥系统陷入混乱，孟加拉国部队不再听从总部命令，孟加拉国部队还不准比利时部队进入自己控制的阿马霍罗体育场。
至4月19日，比利时部队完全撤出，联卢援助团兵力2165人减到1515人，军事观察员人数从321人减到190人。联卢援助团在阿马霍罗体育场、费萨尔国王医院、艾美酒店等各大设施中集中保护着约1万2千-2万5千名平民，极度缺乏食物、水和药品。4月20日，联合国又以安全原因撤走数百名联卢援助团士兵，主要来自孟加拉国和加纳。
面对比利时的撤兵要求，联合国于4月13日提出两项备案，备案一为保留除比利时部队外的其他部队，备案二是缩编至约一个连的规模。达莱尔指挥官坚持备案一，强调撤兵会带来可怕后果，安理会方面的非常任理事国尼日利亚坚持备案一，美国、俄罗斯和英国都表达支持备案二。4月20日在S/1994/470报告中又更改为三项备案，备案一：立即增派数千人以制止战斗和屠杀；备案二：缩减部队规模至270人，联合国扮演停火中间人角色；备案三：撤出全部部队。4月21日，安理会一致通过第912号决议，将联卢援助团缩编至270人，但第912号决议仍未给予联卢援助团武力授权，仅使用“监测并报告”一类的措辞。联卢援助团的大部分于4月25日前撤离，留下的实际兵力保持在454人左右，主要为装备简陋的加纳和突尼斯士兵。
5月4日，联合国秘书长首次在公开场合将这场屠杀定性为种族灭绝。5月9日，秘书长向安理会提议将联卢援助团扩编至5500人（五个营）。5月17日，安理会通过第918号决议，核准将联卢援助团扩编至5500人。尽管扩编获得批准，但除少数非洲国家外鲜有国家有派兵意愿，加纳、埃塞俄比亚和塞内加尔各提出派出一个营的兵力。美国克林顿政府表示如果非洲国家提供军队，美国将提供必要的装甲支援。5月19日，联合国要求美国提供50辆装甲运兵车。6月16日，经过预算报销扯皮后，美国宣布给轻装的联卢援助团提供60辆M113裝甲運兵車，车辆调自驻德美军库存，未配备无线电和机枪，用C-5運輸機空运至乌干达交由加纳维和部队使用。直到7月25日，联卢援助团仍只有堪堪550人的轻装部队，而此时卢旺达爱国阵线已经控制了除法国绿松石行动区外的整个卢旺达，种族灭绝已被制止。

## 后期行动
1994年8月，各国的维和部队才姗姗来迟，同月，加拿大军官居·图西昂接替罗密欧·达莱尔担任部队总指挥。10月，联卢援助团实际部署人数终于达到核定的5500人满编，包括5个步兵营、1个部队支援营、320人的军事观察团、219名总部人员和16架直升机等。截至1994年11月底，军事人员主要来自突尼斯（844人）、加纳（829人）、埃塞俄比亚（805人）、赞比亚（455人）、加拿大（376人）、尼日利亚（338人）、印度（326人）、澳大利亚（308人）、塞内加尔（241人）、马里（200人）、马拉维（170人）和乍得（132人）。部队在卢旺达分6个区部署：第1区（东北）、第2区（东南）、第3区（南）、第4区（西南）、第5区（西北）和第6区（基加利市）。
随着卢旺达局势步入平稳，1995年6月，兵力撤至2330人。1995年12月撤至1200人，由印度军官希瓦·库马尔代理指挥。在第1029号决议会议上，卢旺达政府肯定了联合国在卢旺达恢复和重建上的帮助，但要求联卢援助团离开，指出实际只靠卢旺达现政府自己就制止了屠杀。1996年3月8月，应卢旺达政府要求，联卢援助团结束任务期。

## 事后调查
卢旺达政府在种族灭绝期间亦担任安理会非常任理事国，且未被开除。
1996年，比利时军事法庭审判联卢援助团比利时部队指挥官卢克·马尔夏尔，指控因其疏忽导致10名比利时维和士兵死亡，卢克被裁定无罪释放。
1999年，联合国秘书长科菲·安南委托对联合国在1994年卢旺达种族灭绝中的行动进行独立调查。独立调查由瑞典前首相英瓦尔·卡尔松主持，调查报告认为联合国在此事件中“既没有投入资源，也没有作出政治承诺”，是一次最重大的失败。调查报告具体指出了诸多问题，包括联卢援助团授权不足、交战规则混乱、资源和后勤短缺，而联合国方对种族灭绝反应迟缓且会员国缺乏维和意愿。调查报告还提到尽管联卢援助团任务失败，但联卢援助团成员和其他联合国人员仍做出了英勇的行为，挽救了许多生命，特别表扬了在种族灭绝期间留下的部队指挥官、加纳部队和突尼斯部队。安南表示，“当时该国有一支联合国部队，但它既没有授权也没有装备，无法以强有力的行动预防或制止种族灭绝。我代表联合国承认这次失败并表示深切的反省”。

## 勋章
1993年12月，联合国设立联卢援助团勋章，颁给任务期满90天的人员。勋章饰带的正中为一条联合国蓝色的宽条纹，两侧为黑、绿和红三色条纹。